# Ponsampère
Ponsampère település Franciaországban, Gers megyében. Lakosainak száma 97 fő (2022. január 1.). Ponsampère Bazugues, Berdoues, Saint-Maur és Saint-Michel községekkel határos.

## Népesség
A település népességének változása:
| Lakosok száma | 109  | 118  | 106  | 123  | 134  | 126  | 117  | 108  | 101  | 97   |
|               | 1968 | 1999 | 2011 | 2013 | 2015 | 2017 | 2018 | 2019 | 2021 | 2022 |